# Shinboku

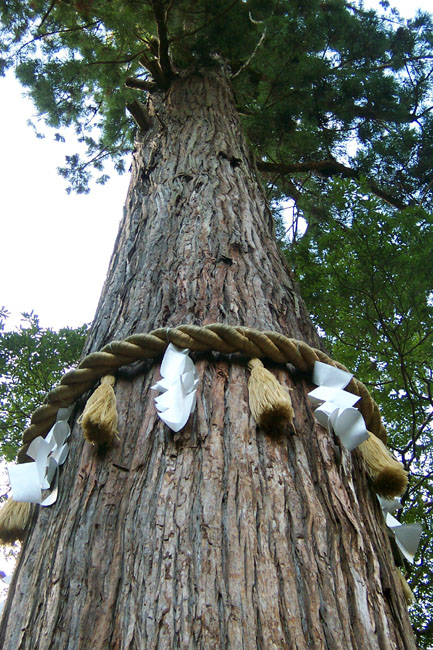
Un shimenawa entourant l'arbre sacré du sanctuaire de Yuki.

Dans le shintoïsme, un shinboku est un arbre sacré. Les shintoïstes croient que des esprits résident dans les arbres,. Les shinboku sont un type de shintai, supports matériels dans lesquels l'esprit d'une divinité est censé résider. On peut souvent reconnaître un shinboku grâce à la présence[style à revoir] d'une corde shimenawa enroulée autour de celui-ci. Si toute la forêt est sacrée, elle est appelée Chinju no Mori,.